# Подтыбок
Подтыбо́к — посёлок в Корткеросском районе Республики Коми. Является единственным населённым пунктом одноимённого сельского поселения.
Расположен на песчаном правом берегу Вычегды на излучине вблизи старинного озера Пöдты. Образован в 1948 году как посёлок лесозаготовителей. Первые основатели посёлка — колхозники, приезжие из деревень Корткеросского и Усть-Куломского районов, рабочие из Белоруссии и с Украины.

## Название
Название связано с названием старицы Подты — «затхлое озеро», «заросшее озеро». Где на коми языке под от глагола пöдны — «задохнуться, портиться» (о водоемах, где происходит замор рыбы), ты — «озеро», бок — «место сбоку, возле чего-либо». Подтыбок — «возле затхлого озера».

## История
Основание посёлка связано со строительством узкоколейной железной дороги, начавшемся в 1948 году. Железная дорога использовалась для доставки леса к берегам Вычегды, в посёлке был образован лесопункт. В 1949 году была построена школа начальных классов, в 1952 году семилетняя школа. Далее строились клуб, больница, общественная столовая.
Первоначально посёлок относился к Подъельскому сельсовету, в 1954 году создан Подтыбокский сельсовет, в состав которого вошли посёлки Сирпач и Чивьюдор.
В конце 1990-х годах работы по лесозаготовке в посёлке прекратились, лесовозная узкоколейная железная дорога была разобрана.
11 октября 2020 года освящён храм Пресвятой Богородицы «Споручница грешных».

## Население
В 1959 году в посёлке проживало 1715 человек, в 1970 — 2418 человек, в 1979 — 1954 человека.
В 1989 году население посёлка составляло 1972 жителя, из них 64% коми, 25% русские. В 1992 году проживало 1897 человека, в 1995 году — 1670 человек, в 2002 — 1440 человек.

## Транспорт
Из посёлка ходит рейсовый автобус до автовокзала города Сыктывкар.

## Ветераны Великой Отечественной войны
Проживавшие в поселке Подтыбок:
- Елькин, Александр Андреевич (1917 г.)
- Демин, Андрей Дмитриевич (1906 - 1972 гг.)
- Габов, Иван Степанович (1927 - 1993 гг.)
- Баев, Виктор Васильевич (1925 - 1989 гг.)
- Николаев, Иван Ефимович (1926 - 1998 гг.)
- Делайчук, Федор Яковлевич (1918 - 1975 гг.)
- Канев, Максим Ефимович (1902 - 1974 гг.)
- Иванов, Григорий Иосипович (1917 - 1960 гг.)
- Карпешко, Валентин Михайлович (1928 - 1994 гг.)
- Королев, Семен Иванович (1897 - 1971 гг.)
- Латыпов, Карим Шамсемухаметович (1925 - 1982 гг.)
- Лукин, Василий Федорович (1913 - 1988 гг.)
- Мишарин, Александр Константинович (1926 - 1993 гг.)
- Морохин, Иван Евгеньевич (1921 - 1989 гг.)
- Осипов, Егор Иванович (1922 - 1979 гг.)
- Петровский Фёдор Андреевич (1922 - 1989 гг.)
- Погуляев, Арсентий Васильевич (1918 - 1981 гг.)
- Подоров, Михаил Александрович (1922 - 1976 гг.)
- Попов, Михаил Алексеевич (1919 - 1987 гг.)
- Яркин, Василий Яковлевич (1920 - 1984 гг.)
- Калинин, Аипал Семенович (1904 - 1986 гг.)
- Куцик Пётр Ильич (1917 - 1999 гг.)
- Злобин, Виктор Викторович (1909 - 1976 гг.)
- Команенков, Василий Кузьмич (1925 г.)
- Савельев, Николай Иванович (1927 г.)
- Габов, Филипп Федорович (1909 - 1992 гг.)
- Панков, Виктор Васильевич (1926 - 2003 гг.)
- Есев, Сергей Иванович (1918 - 1993 гг.)
- Лобанов, Иван Александрович (1924 - 1981 гг.)
- Нестеров, Иван Петрович (1925 - 1983 гг.)
- Сабаева, Анна Ивановна (1922 г.)
- Чаланов, Иосиф Яковлевич (1915 - 1997 гг.)
- Белых, Николай Андреевич

и многие другие